# Vollenhovia papuana
Vollenhovia papuana é uma espécie de formiga do gênero Vollenhovia, pertencente à subfamília Myrmicinae.